# Gage (rivière)
Pour les articles homonymes, voir Gage.
 (janvier 2015).
Le Gage est un cours d'eau situé en France dans le département de l'Ardèche en région Auvergne-Rhône-Alpes.
D'une longueur de 12,9 km, il est un affluent de la Loire.

## Géographie
Le Gage prend sa source sur la commune du Béage dans l'Ardèche.
Long de 12,9 kilomètres, il se jette en rive droite dans la Loire à la limite entre Cros-de-Géorand, Le Lac-d'Issarlès et Saint-Cirgues-en-Montagne.